# Riet Roosen-van Pelt
Maria Jacoba Josephina (Riet) Roosen-van Pelt (Tilburg, 1 maart 1934 – Schaijk, 11 april 2025) was een Nederlands CDA-politica.
Mevrouw Roosen-van Pelt was een Brabantse uit een groot katholiek gezin, die als Tweede Kamerlid vooral naam maakte vanwege de vele rondleidingen die zij in het Kamergebouw aan haar 'achterban' gaf. Ze was voor zij in de Kamer kwam erg actief in Katholieke vrouwenorganisaties, zoals de Katholieke Plattelandsvrouwen, en in het CDA-Vrouwenberaad. Daarnaast was ze fractievoorzitter in de gemeenteraad van Schaijk. Als parlementariër hadden behalve het beleid rond zelfstandige ondernemers, met name verkeer en milieu haar belangstelling.
Zij overleed op 11 april 2025 op 91-jarige leeftijd.
- Parlement.com: vg09lloosoyj